# أسيس تينغيتانا
أسيس تينغيتانا هو نوع من كاسيات البذور في عائلة النرجسيات. يقعُ موطنه شمال المغرب وهو نادرٌ في المزورعات.

## الوصف
أسيس تينغيتانا هو نبات مزهر بصلي الشكل. هناك نوع «Leucojum fontianum» الذي لها أربعة إلى خمسة أوراق لكل بصيلة، كل 6-8 عرض مم، تنتج مع الزهور في الربيع. السيقان المزهرة حوالي 10-12 سم وطوله ما يصل إلى أربع أزهار، وستة ١-١.٥ طولها سم، ولكل منها طرف مدبب بشكل حاد. الأشكال الموصوفة تحت المرادف «Leucojum tingitanum» أقل قوة، مع أوراق أضيق.

## التصنيف
تم وصف أسيس تينغيتانا لأول مرة في عام 1878 من قبل جون جيلبرت بيكر، باسم «Leucojum tingitanum». النعت الخاص «tingitanus» يُشير إلى طنجة في المغرب. في عام 1934، وصف رينيه مير «Leucojum fontianum» على الرغم من أن بريان ماثيو اعتبر في عام 1987 أن النوعين مختلفين، إلا أنه في عام 1992، قام بترادفهما. في عام 2004، تم نقل «Leucojum tingitanum» إلى جنس «Acis»، إلى جانب أنواع أخرى من «Leucojum»، على أساس دراسة علم الوراثة الجزيئي.

## التوزيع
موطن أسيس تينغيتانا هو شمال المغرب، ولا سيما حول طنجة. يحدث أقل من حوالي 1500 م مجموعة واحدة جاءت من أرض رطبة حول مجرى مائي.

## الزراعة
نادر في الزراعة، أسيس تينغيتانا ليس شديد التحمل للصقيع، ويتطلب الحماية.